# リチャード・ブランド

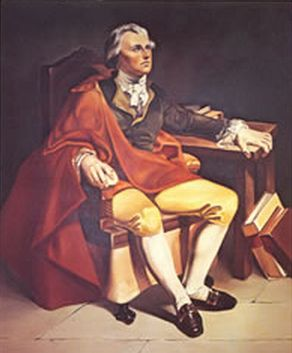
リチャード・ブランド

リチャード・ブランド（英:Richard Bland、1710年5月6日 - 1776年10月26日）は、アメリカ、バージニア植民地出身の政治家である。ブランドはバージニア植民地議会議員を長く務め、1774年と1775年は大陸会議代表となった。アメリカ独立戦争の前の植民地における思想形成に貢献したことで、アメリカ合衆国建国の父の一人に数えられる。

## 家族と生い立ち
ブランドの祖父セオドリック・ブランド (1630-1671) は最初にバージニアに移民した世代の主要な家父長の一人であり、多くの係累を持っていた。セオドリック・ブランドがロンドンからバージニアに移民したのは1653年であった。セオドリックはジェイムズ川の堤にバークレー・プランテーションを創立した。セオドリックはバージニア植民地議会議員を数期務め、1660年には議長になった。この年、リチャード・ベネット知事の娘アンと結婚した。アンは1688年に死んだが、3人の息子、セオドリック (1663-1700)、リチャード(1665-1720)、ジョン (1671-1746)を育てた。
2番目の子リチャードがリチャード・ブランドの父である。父のリチャードは川を遡り、現在のプリンス・ジョージ郡ジョーダン・ポイントの近くにジョーダンズ・ポイント・プランテーションを創設した。最初の妻はメアリー・スワンであったが、子供に恵まれないまま死んだ。1702年に2度目の妻エリザベス・ランドルフと結婚し、5人の子、メアリー、エリザベス、リチャード、アンナ、セオドリックを設けた。父も植民地議会議員を務めた。
リチャード・ブランドはこの3人目の子であり、農園を相続し、一生をその農園で過ごした。ブランドが農園を相続したのは10歳になる直前に両親が死亡した時であった。ブランドの叔父達ウィリアム・ランドルフとリチャード・ランドルフが農園の面倒を見、ブランドの初期教育も見てくれた。ブランドはウィリアム・アンド・メアリー大学に通い、当時の習慣として、イングランドのエジンバラ大学を卒業した。ブランドは法律の訓練を受け、1746年に法廷弁護士の1員となったが、実際の弁護士にはならなかった。
ブランドは、1729年3月21日にジョーダンズ・ポイントで、ヘンリコ郡のピーター・ポアスレス大佐とアン・ベイカー・ポアスレス夫妻の娘、アン・ポアスレスと結婚した。二人は12人の子に恵まれた。ウィリアム、エリザベス、サラ、メアリー、ルーシー、ピーター、セオドリック、エドワードとジョン（双子）、アン、リチャード、もう一人の詳細は不明である。ブランドはアンの死後に再婚したが子供は生まれなかった。

## 初期の政歴
ブランドはプリンス・ジョージ郡の治安判事を務め、1739年には民兵の士官にもなった。1742年、初めて植民地議会議員に当選した。ブランドはこの職をアメリカ独立戦争中に議会制度が変わるまで続けた。ブランドは弁舌が逞しいということはなかったが、考え方や思慮深い仕事振りで議会の指導者の一人になっていった。ブランドは交渉をしたり、法律や条令を形作る委員会にしばしば指名された。ブランドはしばしば匿名の著者として、小冊子の作成にかかわり、「レター」の出版を行うようになった。
ブランドの最初に広く配布された公的出版物は1759年から1760年にかけての議論の結果として生まれたものであり、設立された教会の問題と聖公会の聖職者に支払う税の種類と税率に関わることであった。ブランドの小冊子「2ペンス法に関する聖職者宛てレター」は、1760年に印刷され、その中で支払額の増加と植民地における主教の創設に反対していた。

## 植民地の権利の主張
1765年の印紙法が植民地中に議論を呼んだ時、ブランドはイギリスの議会が法律を発行することが、植民地議会で生み出される法律を妨害するものと考えた。他の者、特にジェイムズ・オーティスが「代表なくして課税なし」という概念を表明したとされているが、この立場の考え方はブランドの考え方から来ているものと思われる。1766年早くにブランドは「イギリスの植民地の権利に関する質問状」を書いた。これはウィリアムズバーグで出版され、イギリスでも印刷された。
ブランドの「質問」は国王と議会と植民地の関係を精察していた。植民地は国王に従うことで植民地はイギリス人の権利を享受すべきとし、権威と行政が議会とその法律から出てくると言う仮定に疑問を投げかけていた。トマス・ジェファーソンは、ブランドの「質問」について、「...この問題に関する見解の正確さについて言い分のあるイギリス本国との関係の本質をついた最初の小冊子、...祝福された農夫のレターよりもこの小冊子にはより健全な事項がつまっている」と言った。
1774年、バージニア議会はブランドをフィラデルフィアで開催される第一次大陸会議に代表として送り出した。ブランドの「質問」に表明された多くの見解が大陸会議の議論に道筋を与え、「権利の宣言」に結実した。

## バージニア州の設立
1775年にバージニアでも独立の動きが高まり、従来の植民地議会と委員会に替わる会議体が特別政府として創られた。この年、ブランドは植民地議会に出席し、新しい会議体にも3会期出席した。3月の議会で、パトリック・ヘンリーの「自由を。然らずんば死を」の演説の後、ブランドはまだ武器を持って立ち上がることに反対し、その動議を否決させた。ブランドはイギリスと和解することがまだ可能であり、望ましいと思っていた。それにもかかわらず、ブランドは安全委員会の委員に指名され、大陸会議代表にも再選された。5月にフィラデルフィアに行き第二次大陸会議に出席したが、健康と視力の衰えにより身を引くことにし、間もなく帰郷した。しかし、急進的な面は強くなり、7月のバージニア議会では、イギリスのバージニア総督ダンモア卿の死刑を主張した。
1776年の最初のバージニア議会で、ブランドは年齢と健康を理由に大陸会議の代表選出を辞退した。しかし、残るバージニア議会では活動的な役割を演じた。ブランドはバージニアの最初の憲法の草案を作る委員会に参加した。新しい州政府のための議会議員が選ばれたとき、ブランドもその一員となった。
ブランドは新しい議会で活動中の1776年10月26日、ウィリアムズバーグで亡くなった。11月に遺体が故郷に戻りジョーダンズ・ポイントブラント家の墓地に埋葬された。
バージニア州ブランド郡およびリチャード・ブランド大学は、ブランドの名前に因むものである。